# Huehuetenango megye
Huehuetenango Guatemala egyik megyéje. Az ország nyugati részén terül el. Székhelye Huehuetenango.

## Földrajz
Az ország nyugati részén elterülő megye nyugaton és északon Mexikó Chiapas államával, keleten Quiché, délen pedig Totonicapán, Quetzaltenango és San Marcos megyével határos.

## Népesség
Ahogy egész Guatemalában, a népesség növekedése Huehuetenango megyében is gyors. A változásokat szemlélteti az alábbi táblázat:
| Év             | Lakosság  |
| -------------- | --------- |
| 1981           | 431 343   |
| 1994           | 634 374   |
| 2002           | 846 544   |
| 2014 (becsült) | 1 234 593 |

### Nyelvek
2011-ben a lakosság 18,3%-a beszélte a mam, 10,1%-a a kanhobal, 0,4%-a a kicse, 0,3%-a a kekcsi és 0,1%-a a kakcsikel nyelvet.

## Képek

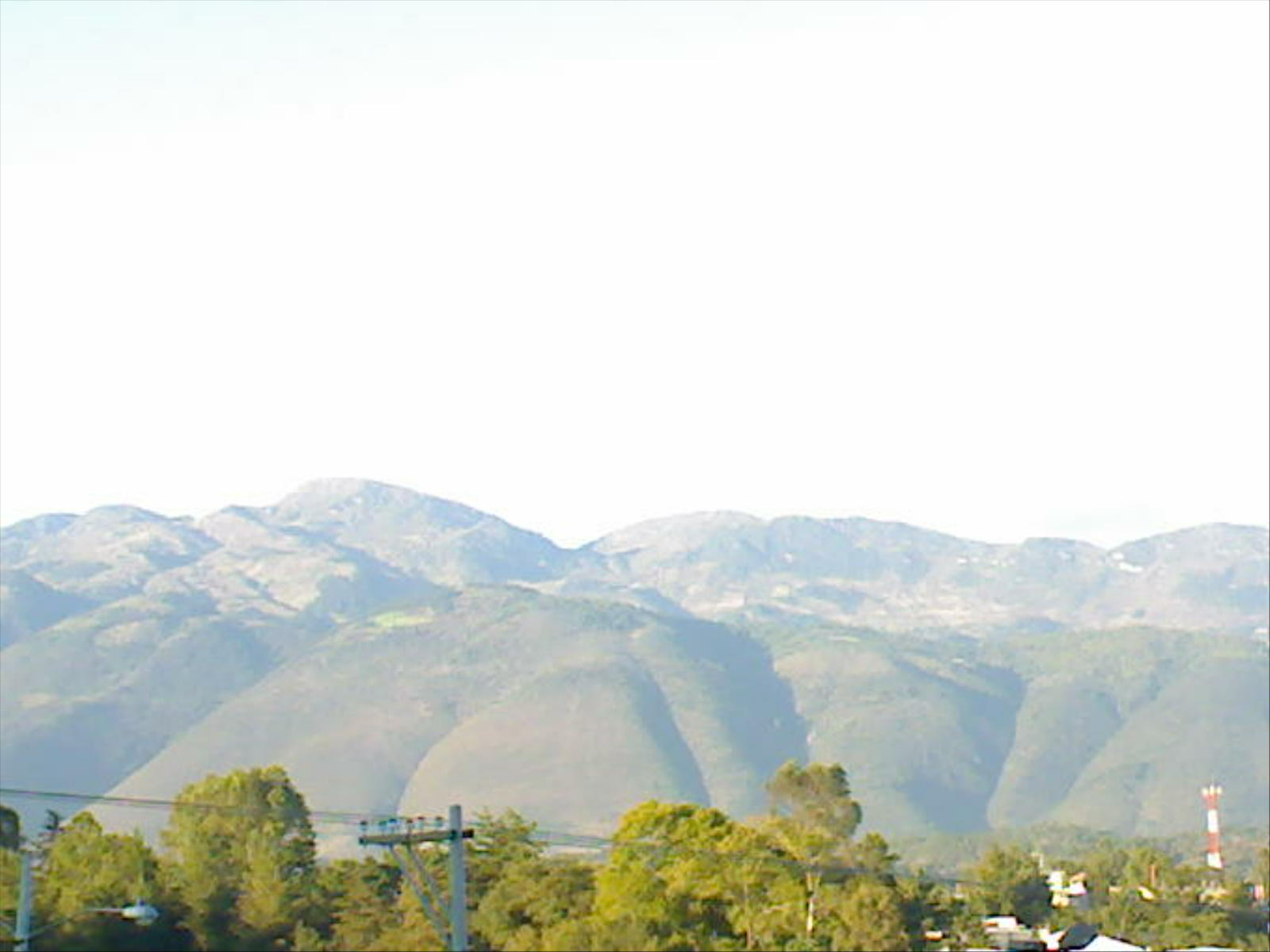
Tájkép
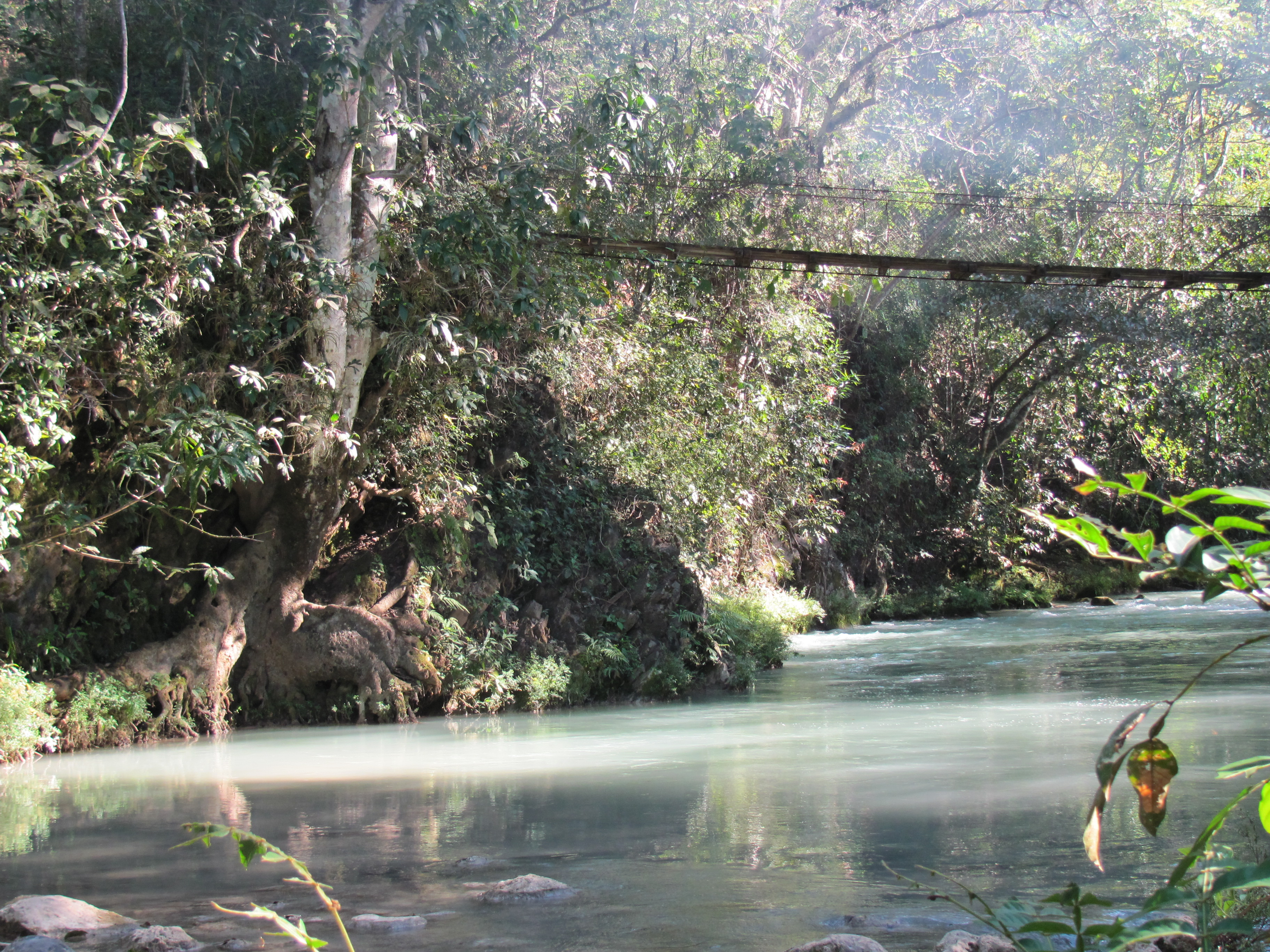
Híd a Río Azul folyón
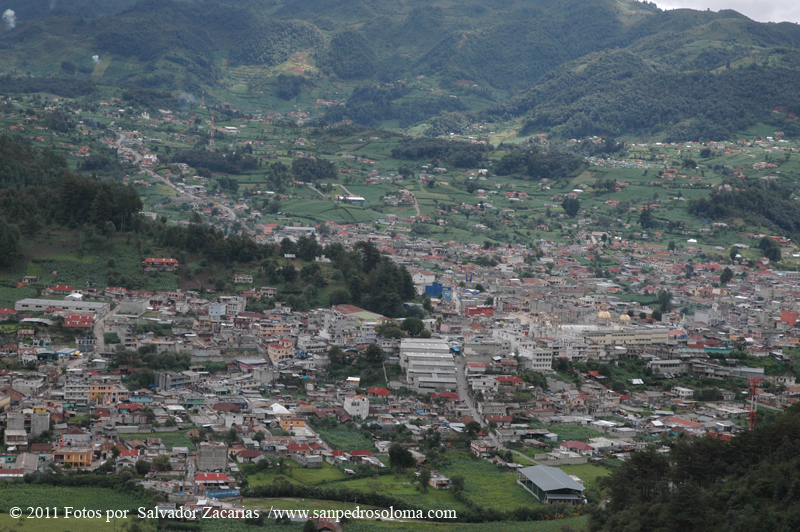
San Pedro Soloma látképe
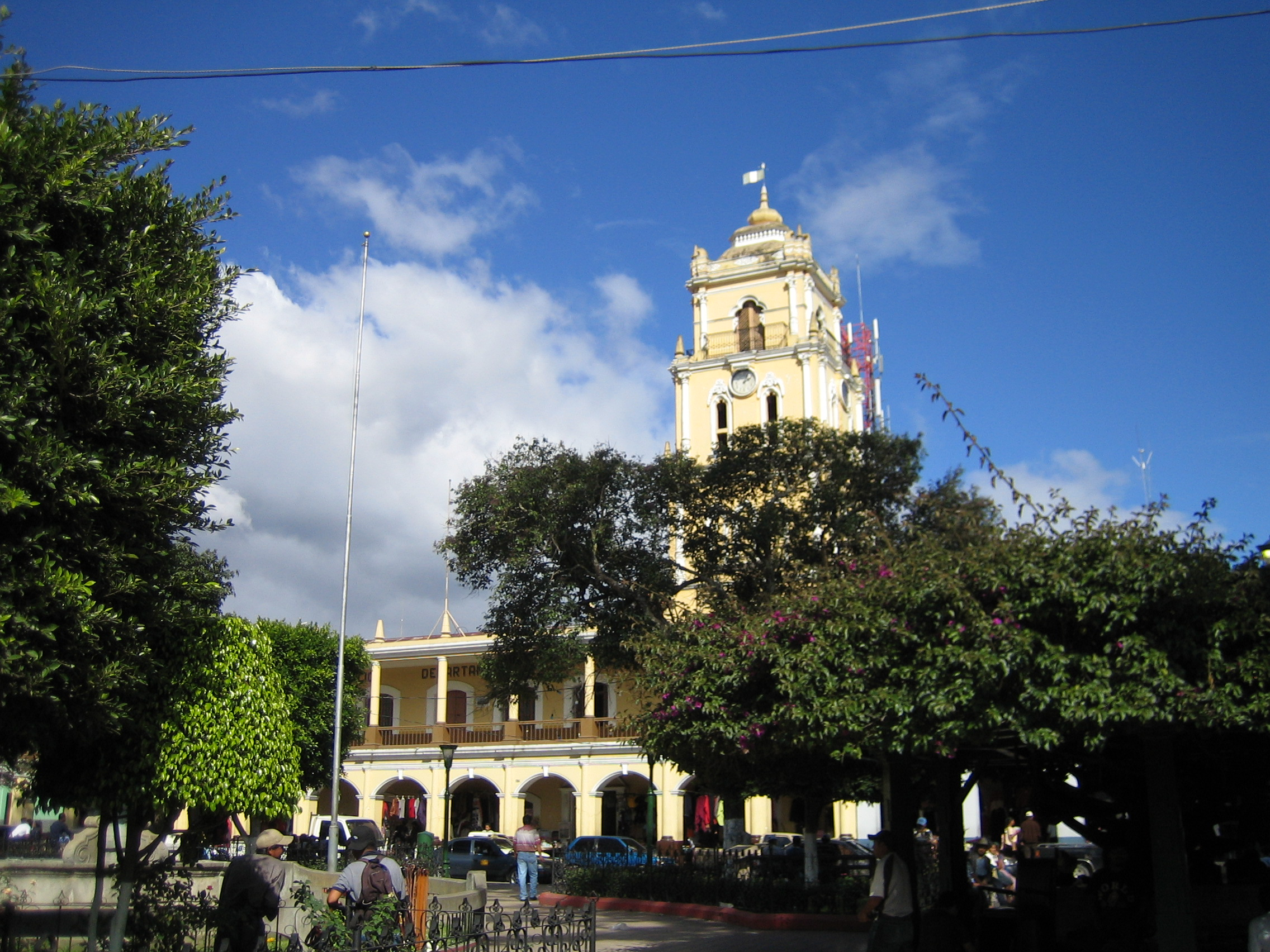
Huehuetenango belvárosa